# Мамоново (Лотошинский район)
Мамо́ново — деревня в Лотошинском районе Московской области России.
Относится к Ошейкинскому сельскому поселению, до реформы 2006 года относилась к Ушаковскому сельскому округу. По данным Всероссийской переписи 2010 года численность постоянного населения деревни составила 44 человека (20 мужчин, 24 женщина).

## География
Расположена чуть южнее районного центра — посёлка городского типа Лотошино, рядом с автодорогой Р107 Клин — Лотошино, на левом берегу реки Лоби. Ближайшие населённые пункты — деревни Ушаково, Григорово и Астренёво.

## Исторические сведения
До 19 марта 1919 года входила в состав Кульпинской волости Волоколамского уезда Московской губернии, после чего была присоединена к Лотошинской волости.
По сведениям 1859 года в деревне было 14 дворов, проживало 135 человек (65 мужчин и 70 женщин), по данным на 1890 год число душ в деревне составляло 61.
По материалам Всесоюзной переписи населения 1926 года проживало 292 человека (128 мужчин, 164 женщины), насчитывалось 51 хозяйство, имелась школа, располагался сельсовет.

## Население
| 1852 | 1859 | 1926 | 2002 | 2006 | 2010 |
| ---- | ---- | ---- | ---- | ---- | ---- |
| 160  | ↘135 | ↗292 | ↘98  | ↗102 | ↘44  |